# Sour Puss
Pour les articles homonymes, voir Sour (homonymie).

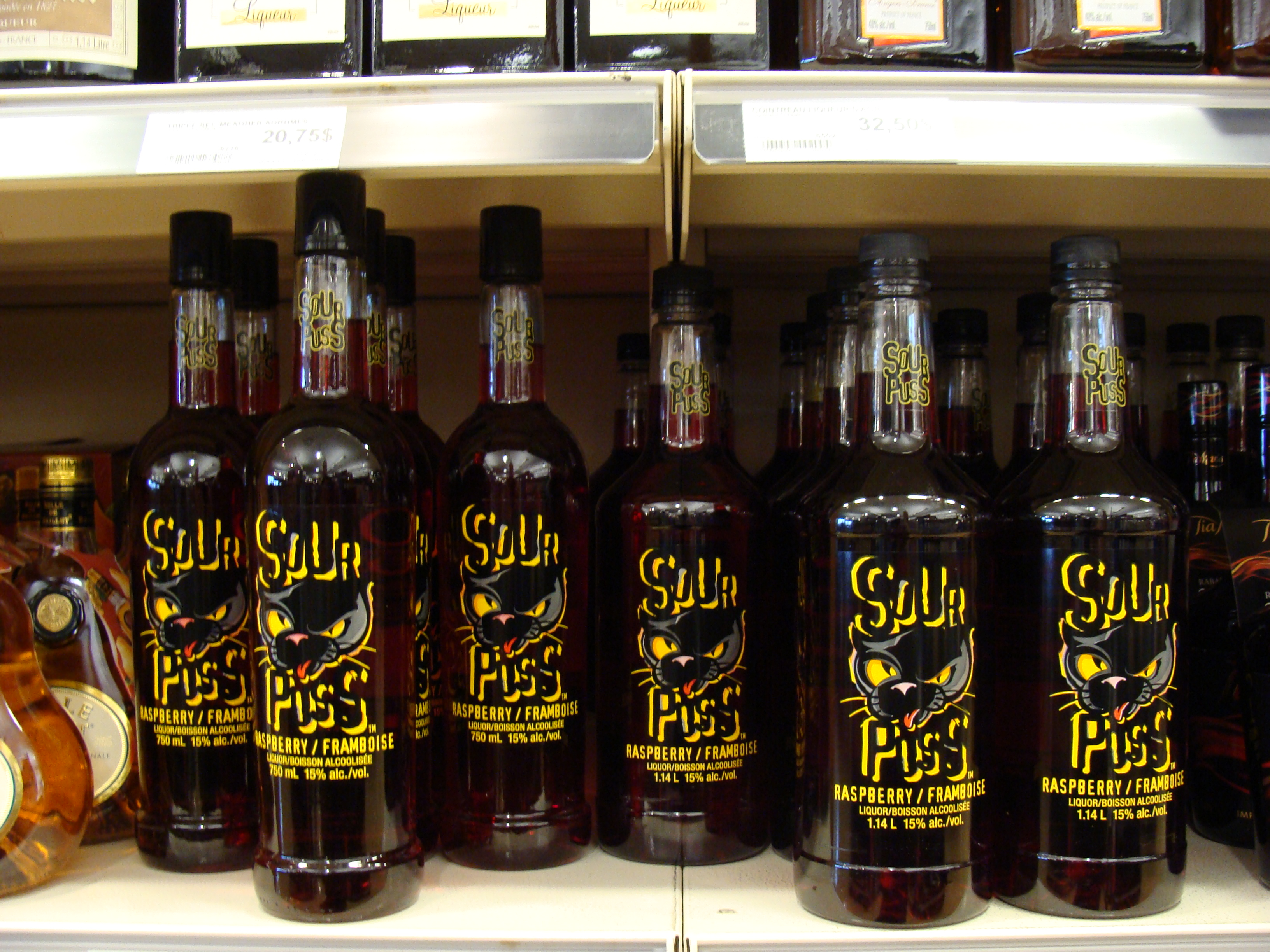
Bouteilles de Sour Puss en ventes à la Société des alcools du Québec.

Sour Puss est une gamme de liqueurs aux fruits produite par la compagnie américaine Phillips Distilling Company de Minneapolis, dans l'État du Minnesota. Il existe six parfums : pomme, tangerine, raisin, tropical (blue), mangue et framboise, qui est le plus connu. Son goût est très acidulé. 
Les Sour Puss ont un taux d'alcool de 15 %.